# A-1攻擊機
A-1天襲者（A-1 Skyraider）攻擊機是美國工程師艾德·海茵曼設計，道格拉斯公司製造的一款活塞引擎螺旋槳推進攻擊機。天襲者式服役時間以活塞發動攻擊機來講相當長，歷經韓戰至越戰，直到1972年後才逐步被A-4天鷹式攻擊機，A-7海盜二式攻擊機等噴射攻擊機取代，至於完全除役則是1985年，歷經將近40年，可說是美軍步入噴射機時代後碩果僅存的活塞引擎機種。

## 簡介

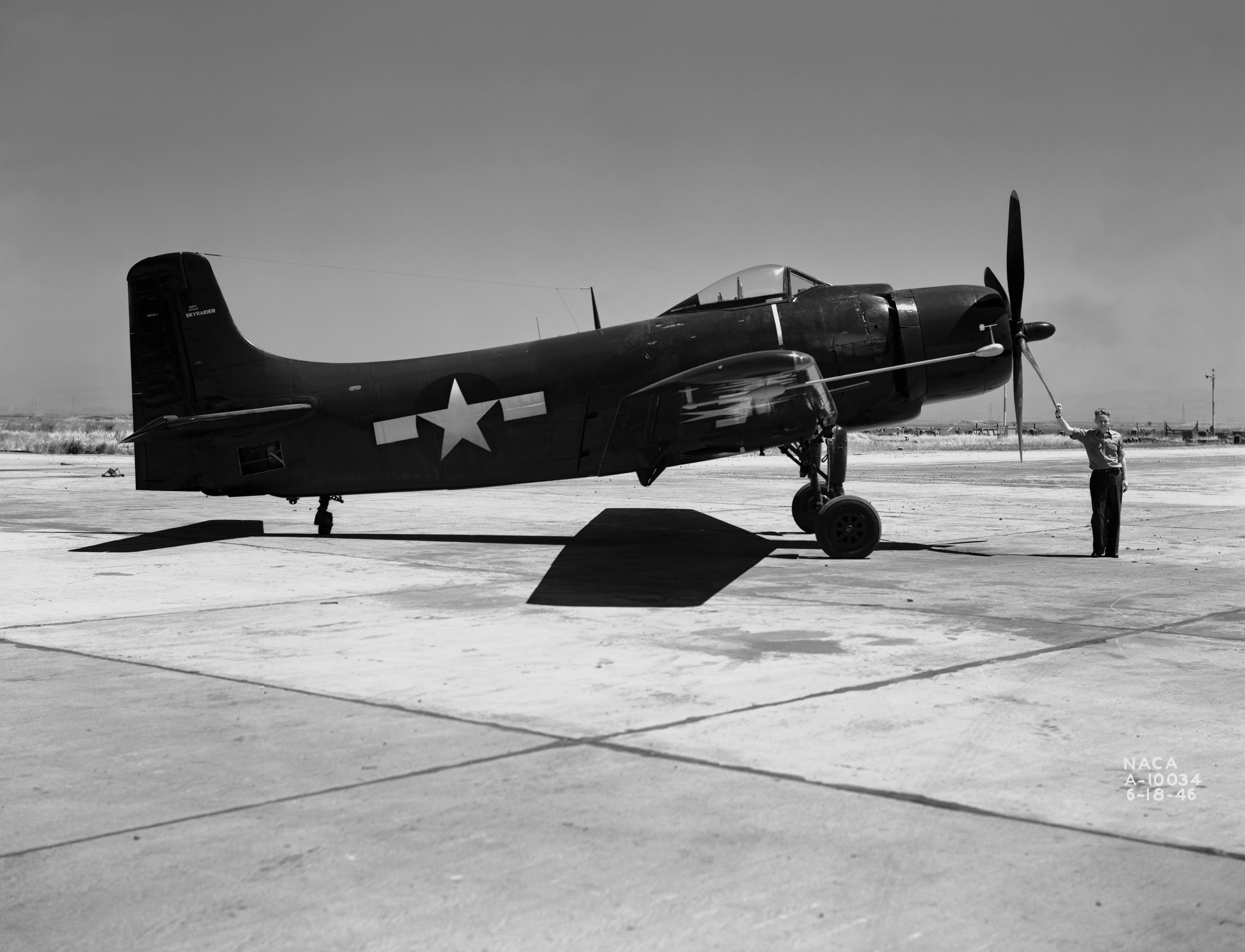
XBT2D-1原型機，攝於1947年，在美國國家航空諮詢委員會（NACA）位於加州的武器研究中心。

A-1攻擊機的開發從二次世界大戰便開始，設計概念起點與當時日本帝國海軍流星艦上攻擊機相當類似。美國海軍在1941年起，開始研發整合當時仍有區分的魚雷攻擊機、俯衝轟炸機兩種支系之艦上攻擊機；獲得訂單者為當時曾製造出傑作攻擊機SBD無畏式俯衝轟炸機的道格拉斯飛機公司，他們推出了SB2D攻擊機。不過，海軍在細節部分堅持了特定規格，像是起落架構型、自衛火器、引擎等，結果讓SB2D出現超重現象，未能滿足美國海軍需求。在1943年後，美國海軍開始接受單座化攻擊機概念，SB2D在取消後座成員、尾部機槍後改換代號稱BTD毀滅者式攻擊機，性能雖然略有回升，但並不算是成功的設計。
BTD的失敗，讓道格拉斯感到有所警惕，因此在1944年公司向美國海軍提出取消BTD-1量產計畫，讓這些預算挪用設計一型新攻擊機；結果美國海軍開出了一項很嚴苛的軟釘子：隔天早上9點前提出設計圖。這個嚴苛的要求在工程師艾德·海茵曼與他的兩位助手協助下奇蹟似的在一個晚上趕出了初步草圖完成任務，美國海軍因此取消了BTD的量產，使BTD只生產數十架；在1944年7月6日，新型攻擊機原型以代號XBT2D-1下令製造，但美國海軍再度提出一個但書，要求在9個月內完成原型機製造。
這項要求，海茵曼和他的團隊再度完成。海茵曼團隊設計XBT2D-1時是以BTD-1的基礎構型改良，但他們發現了對飛機影響極大的關鍵；他們了解這架飛機每當重量減輕100磅（45.4公斤）時，起飛需求距離將會縮短8英尺（2.4公尺）、爬升速度增加每分鐘18英尺（每秒0.091公尺）、作戰半徑會增加22英里（35公里）。因此，團隊設計的目標朝向以對飛機減肥為重要工作；XBT2D因此使用了結構較簡單的低單翼、機翼俯衝減速板挪到機身上（節省了70磅重量）、取消內部彈艙（節省了200磅重量）、改良燃油系統（節省了270磅重量）、恢復後三點式起落架。林林總總加起來，最後XBT2D-1節省了1,800磅（820公斤）重量。不只是空重降低，海茵曼本人在設計期間親赴提康德羅加號航空母艦上和航空隊人員共事，了解前線需求；因此XBT2D-1還簡化了後勤保修的複雜度。
實際上，XBT2D-1在1945年3月18日出廠首飛，比起原定的9個月交機還要提早；1945年4月移交給美國海軍航空測試中心進一步驗收，這時候戰爭則已即將結束。雖說如此，在戰爭尚未結束前，美國海軍先訂名為BT2D毀滅者II式簽下500架以上的訂單；最後因為1945年8月戰爭結束，訂單被取消，後來重新下單時已經被大砍剩277架。而XBT2D-1繼續在美軍測試到1946年才開始量產，並在1946年6月改名為AD-1 天襲者式，1946年底服役，1957年停產時道格拉斯共量產了3,180架，所有天襲者均由道格拉斯飛機設在加利福尼亞州南部瑟袞多之工廠建造，美國空軍測試飛行員比爾·布里吉曼在他的回憶錄裡提到1949年時道格拉斯當時是以每日2架的生產速度撥交給美軍AD-1；雖然代號後來還有再修改，但天襲者之名便跟隨這架飛機服役到最後。
A-1攻擊機曾經於美國海軍、陸戰隊與美國空軍服役，此外，也在英國皇家海軍，法國空軍，南越空軍等國家服役。
A-1的設計哲學相當簡潔、保守，主要就是一架擁有強勁動力的低單直翼單座攻擊機，主要任務擔任對地攻擊。雖然A-1的帳面極速並不出色，甚至不及BTD，但海茵曼與他的工程團隊在這架飛機投注的心力主要集中是如何兼顧機體強度、防禦力後仍讓飛機不斷減重，這讓A-1造就了更多的操作優勢。雖然A-1犧牲了飛行速度，但得到了長續航力，還具有優異的低速控制及機動性，以及驚人的載彈量；1946年服役的AD-1可在15個掛點上攜帶8千磅的各型彈藥，酬載量等同實施400英里轟炸任務的B-17轟炸機，這等高效率、低成本，成為美軍在噴射動力時代對地支援任務的致命武器，在攻擊直升機出現以前無競爭者能匹敵。也因此美國海軍淘汰掉F8F和F4U，卻長期找不到取代A-1的機型，只能一路用到越戰時代；同時，1960年代後服役的噴射戰鬥機重量多半讓超級航空母艦以外的型號配合困難，如1950年代經過近代化工程的艾賽克斯級航空母艦便無法使用過重的新型噴射機，以二戰操作規格設計的天襲者成為這類航艦在役齡步入遲暮之年之際最有效率搭配的組合。

## 作戰紀錄
A-1攻擊機雖然未能參與第二次世界大戰，但是它在美軍服役的期程中經歷至1970年代之前的多場衝突，而天襲者執行第一次也是最後一次的空射魚雷攻擊任務在1951年5月2日，癱瘓朝鮮半島的華川水壩避免遭北韓人民軍利用。
空戰勝利
由於A-1的設計相當耐打，加上優越的低速、低空機動性，對於噴射戰鬥機來說又是另一種棘手的作戰對象，因此有熟練的美軍飛行員善用這樣的飛行特性引誘共產國家的噴射戰鬥機飛行員進入自己不利的操作盲區，反把戰鬥機給擊落。
目前A-1的空戰勝利紀錄，最早於1953年6月16日由美國海軍陸戰隊第1陸戰隊綜合中隊駕駛的AD-4擊落朝鮮人民空軍操作的玻-2，成為天襲者在韓戰中唯一的空戰勝利紀錄；1954年7月26日在海南島外海協助搜救被中國人民解放軍空軍擊落的國泰航空客機時（國泰空中霸王遭擊落事故），由菲律賓海號航空母艦與大黃蜂號航空母艦操作的2架A-1在海南島附近空域報復中共所為，擊落2架解放軍空軍之La-11戰鬥機；越戰時，A-1分別於1965年6月20日以及1966年10月9日，各擊落一架北越空軍的MiG-17戰鬥機，創下少見的螺旋槳飛機擊落噴射機的紀錄。
馬桶炸彈

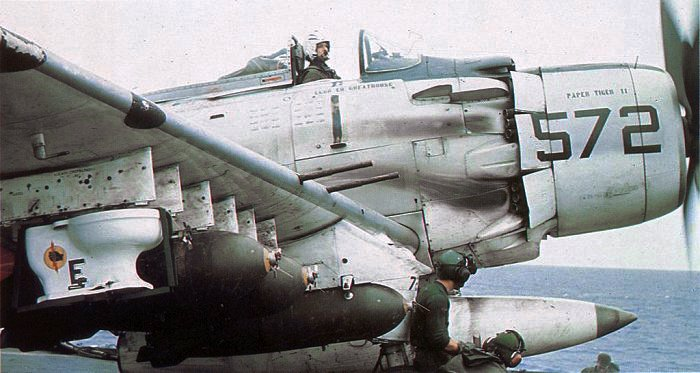
一架屬於中途島號航空母艦上的VA-25中隊的A-1H攻擊機，其最外側的掛架就可以看見馬桶炸彈，攝於1965年10月越戰初期。

1965年10月，為了紀念對北越炸射彈藥累積噸位將達到第600萬磅，中途島號航空母艦搭載的第25攻擊機中隊策劃了一個獨特的轟炸酬載。除了往常攜帶的AN-M64A1 500磅炸彈與AN-M57A1 250磅炸彈外，他們改裝了A-1H攻擊機右翼外側掛架，掛上了一個要報廢棄海的馬桶。為掩護該行動不被艦上航空指揮官等高階軍官發現，後勤人員在「裝彈」時仍將馬桶裝上假引信、套上尾翼，讓它「看起來」像是炸彈；起飛之前還由地勤人員架出人牆掩護視野。該次作戰航班代號「紙老虎II」，由中隊長Clarence J. Stoddard執行，搭載機為A-1H型NE/572號，僚機為中隊唯一有飛行攝影裝置的NE/577號，不過這個祕密飛行任務在飛行途中被空中前進管制機察覺，隨後Stoddard中隊長把這個炸彈投擲到北越境內。
Stoddard中隊長則在1966年10月任務中駕駛NE/572號機遭3枚北越地對空飛彈擊中列入作戰中失蹤名單，1973年改列陣亡。

## 外部連結
- Skyraider.org（页面存档备份，存于）
- Douglas AD/A-1 Skyraider
- Rosario Rausa，Skyraider: The Douglas A-1 Flying Dump Truck，Nautical & Aviation， ISBN 0933852312